# Cumulus congestus
Il Cumulus congestus (abbreviazione: Cu con)  è una nube a sviluppo verticale, appartenente al genere dei cumuli. Può raggiungere i 6 km di altezza ed è caratterizzata dall'aspetto simile alla panna montata o alla superficie di un cavolfiore.

## Caratteristiche
La presenza di un cumulus congestus è indice di correnti convettive nella medio-bassa troposfera, le quali – se sufficientemente intense – possono indurre a un'ulteriore espansione della nube fino a trasformarsi in Cumulonimbus calvus. È formata principalmente da goccioline sopraffuse (droplet) che le conferiscono i tipici contorni netti. Sulla sommità sono presenti numerose protuberanze, ognuna delle quali causate dalla spinta delle correnti ascensionali dell'aria, le quali provocano la condensazione del vapore acqueo contenuto. Sono proprio tali protuberanze (apparentemente piccole per via della grande distanza dall'osservatore) a denotare l'aspetto simile a quello della "panna montata". 
In alcuni casi – soprattutto quando le correnti ascensionali sono intense – l'aria più stabile posta sopra al congestus in evoluzione viene sollevata fino al proprio livello di condensazione; si crea così il pileus, una nube accessoria di breve durata (generalmente pochi minuti o alcuni secondi), simile a un velo sottile a forma di cappuccio che sovrasta generalmente una o più protuberanze del congestus.

## Ghiacciamento e fibrillazione
Qualora le correnti convettive proseguano ad accrescere il cumulus congestus in altezza, le goccioline sopraffuse che lo compongono raggiungeranno strati di atmosfera sempre più freddi e inizieranno a ghiacciarsi. Tale stadio segna la trasformazione del congestus in cumulonimbus calvus. Questo processo è riscontrabile visivamente: le nubi ghiacciate hanno aspetto fibroso, liscio, privo di protuberanze e sono poste al di sopra delle nubi formate esclusivamente da acqua.
Talvolta è possibile assistere alla fibrillazione, un fenomeno della durata di pochi secondi che consiste nell'espulsione di piccoli ciuffi nuvolosi dalla sommità del cumulus congestus. La causa risiede nell'ulteriore spinta verso l'alto ricevuta dall'aria durante la fase di ghiacciamento dal calore latente ceduto al passaggio di stato acqua-ghiaccio e vapore-ghiaccio.

## Precipitazioni
Il Cumulus congestus può causare rovesci di pioggia moderati ma non provoca mai fulmini. Solo nelle regioni tropicali i rovesci associati a questo tipo di nube possono essere intensi. Inoltre un cumulo congesto sul mare può essere capace di produrre una tromba marina: l'aria calda del mare salendo si unisce a quella fredda innescando un moto rotatorio che produce una nube a imbuto o una tromba marina di solito debole (EF0-EF1).